# Robert Hunter (cyclisme)
Pour les articles homonymes, voir Robert Hunter et Hunter.
Robert Hunter est un coureur cycliste sud-africain, né le 22 avril 1977 à Johannesbourg. 

## Biographie
Il devient professionnel en 1999 dans l'équipe italienne Lampre, après avoir été stagiaire chez Mapei en 1998. Sa première victoire professionnelle est prestigieuse, puisqu'il s'agit de la première étape du Tour d'Espagne 1999.
En 2007, il est devenu le premier coureur d'une nationalité africaine à remporter une étape du Tour de France.
Il commence la saison 2010 en prenant la neuvième place du Tour Down Under. Il remporte ensuite les deux premières étapes du Tour de Murcie.
En 2011, il intègre l'équipe RadioShack et s'impose sur le Tour de Mumbai II. Il participe ensuite au Tour d'Italie.
Pour la saison 2012, il décide de revenir dans l'équipe Garmin-Cervélo qui se prénommera, après l'arrivée d'un nouveau sponsor, Garmin-Barracuda dans laquelle il a évolué en 2010. Hunter doit abandonner le Tour de France 2012 à l'issue de la 6e étape en raison d'une chute collective qui le blesse au dos.

## Palmarès et classements mondiaux

### Palmarès
- 1998
  - 3e étape du Tour des régions italiennes (contre-la-montre)
  - 2e étape de la Commonwealth Bank Classic
- 1999
  - 1re étape du Tour d'Espagne
- 2000
  -  Champion d'Afrique du Sud du contre-la-montre
  - 6e étape du Rapport Toer
  - 2e et 3ea étapes du Tour des Pays-Bas
  - 2e du Tour des Pays-Bas
  - 2e du Grand Prix EnBW (avec Oscar Camenzind)
  - 3e des Quatre Jours de Dunkerque
  - 3e du Mémorial Rik Van Steenbergen
- 2001
  - Tour Beneden-Maas
  - 17e étape du Tour d'Espagne
- 2002
  - 1re (contre-la-montre), 2e et 5e étapes du Tour de Langkawi
  - 1re étape du Tour de Pologne
  - 2e du Tour de Langkawi
  - 2e du Grand Prix Jef Scherens
- 2004
  - Tour du Qatar :
    - Classement général
    - 3e et 5e étapes

  - 3e et 5e étapes du Tour de Suisse
  - 1re et 3e étapes de l'Uniqa Classic
  - 4eb étape du Tour de Saxe
- 2005
  - Grand Prix de Doha International
  - 5e étape du Tour méditerranéen
  - 4e étape de la Semaine catalane
  - 1re étape du Tour de Géorgie
  - 1re étape du Tour de Catalogne (contre-la-montre par équipes)
- 2006
  -  Champion d'Afrique du contre-la-montre
  - Amashova National Classic
  - 2e du Grand Prix de Doha International
  -  Médaillé de bronze du championnat d'Afrique sur route
- 2007
  - 5e étape du Tour du Cap
  - Tour du district de Santarém :
    - Classement général
    - 2e étape

  - 2e étape de la Clásica de Alcobendas
  - Tour de Picardie :
    - Classement général
    - 1re étape

  - 11e étape du Tour de France
  - 3e de la Coppa Bernocchi
  - 10e de Milan-San Remo
- 2008
  - Intaka Tech Worlds View Challenge III
  - Intaka Tech Worlds View Challenge IV
  - 4e étape du Grand Prix International CTT Correios de Portugal
- 2009
  - 4e étape du Tour méditerranéen
  - Tour du Cap I
  - 3e étape du Tour du Trentin
  - 2e du Tour du Cap IV
  - 3e du Grand Prix de la côte étrusque
- 2010
  - 1re et 2e étapes du Tour de Murcie
  - 9e du Tour Down Under
- 2011
  - Tour de Mumbai II
  - 1re étape du Tour d'Autriche
- 2012
  -  Champion d'Afrique du Sud sur route
  - 2e étape du Tour du Qatar (contre-la-montre par équipes)
  - 4e étape du Tour d'Italie (contre-la-montre par équipes)
- 2013
  - Mzansi Tour :
    - Classement général
    - 2e étape

### Résultats sur les grands tours

#### Tour de France
9 participations
- 2001 : abandon (13e étape)
- 2002 : 97e
- 2003 : abandon (14e étape)
- 2005 : abandon (12e étape)
- 2006 : hors-délais (19e étape)
- 2007 : 118e, vainqueur de la 11e étape
- 2008 : 107e
- 2010 : non-partant (11e étape)
- 2012 : non-partant (7e étape)

#### Tour d'Italie
5 participations
- 2002 : abandon
- 2009 : 154e
- 2011 : non-partant (15e étape)
- 2012 : exclu (20e étape), vainqueur de la 4e étape (contre-la-montre par équipes)
- 2013 : 141e

#### Tour d'Espagne
3 participations
- 1999 : 72e, vainqueur de la 1re étape
- 2001 : 118e, vainqueur de la 17e étape
- 2004 : abandon (9e étape)

### Classements mondiaux
| Année                  | 2006 | 2007 | 2008 | 2009 | 2010 | 2011 | 2012 | 2013 |
| ---------------------- | ---- | ---- | ---- | ---- | ---- | ---- | ---- | ---- |
| Classement ProTour     | 208e |      |      |      |      |      |      |      |
| Calendrier mondial UCI |      |      |      | 169e | 143e |      |      |      |
| UCI World Tour         |      |      |      |      |      |      | 203e | nc   |
| UCI Africa Tour        |      | 93e  | 3e   | 12e  |      |      |      |      |
| UCI Europe Tour        |      | 10e  | 192e | 165e |      |      |      |      |